# انفجار ميناء جبل علي 2021
انفجار دبي 2021 أو انفجار ميناء جبل علي 2021، هو انفجار وقع في ميناء جبل علي في إمارة دبي، وسمع دويه في أرجاء مدينة دبي، وذكرت سلطات إمارة دبي إنه ناتج عن حريق في حاوية على متن سفينة كانت تستعد للرسو على رصيف ميناء جبل علي.